# D'n Observant

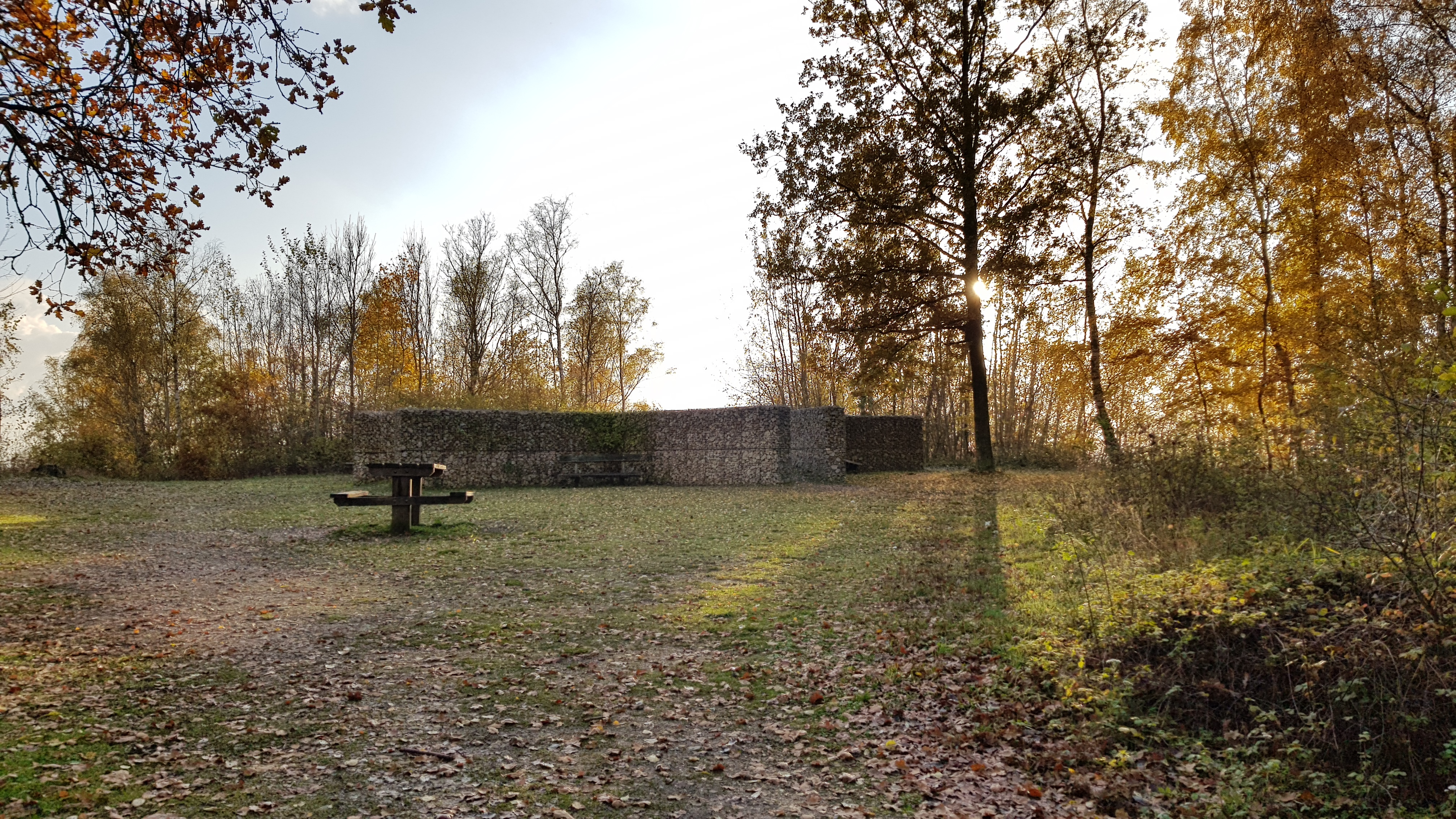
bovenop D'n Observant

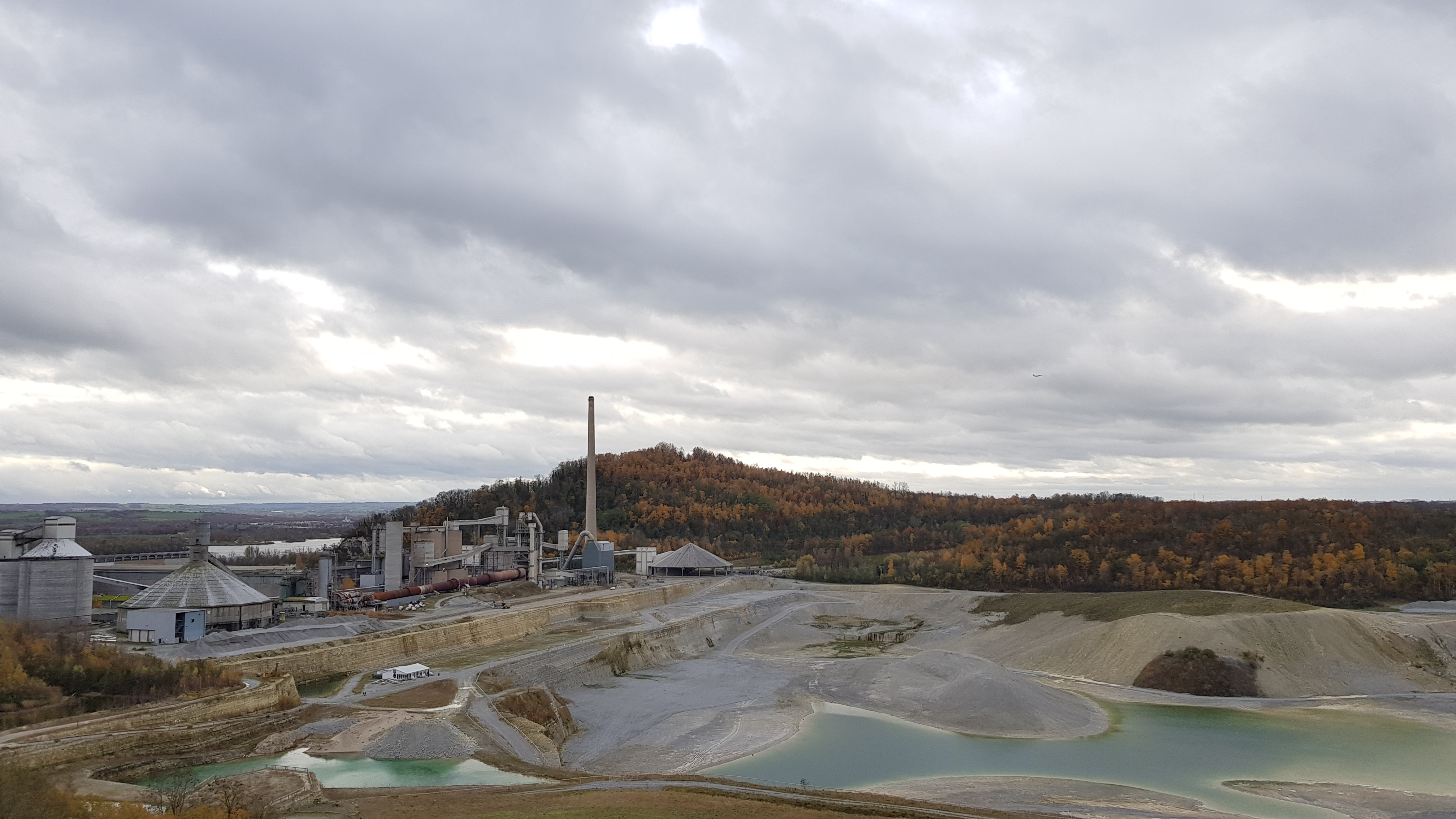
D'n Observant gezien vanaf het uitzichtpunt van de ENCI

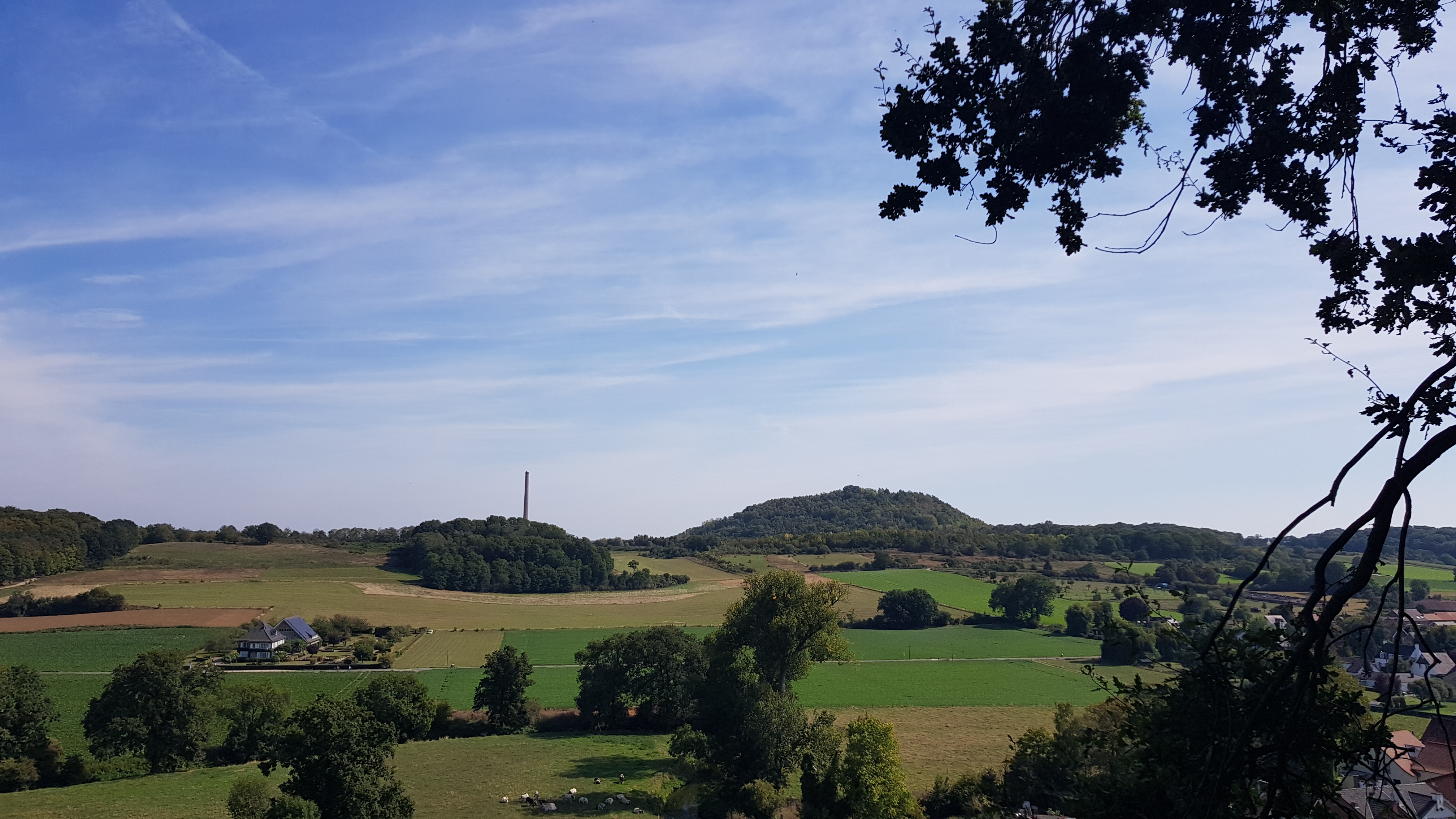
D'n Observant (rechts van het midden) gezien vanuit het Jekerdal

D'n Observant of stortheuvel 2 is een kunstmatige heuvel op het plateau van de Sint-Pietersberg in de Nederlandse gemeente Maastricht met als hoogste punt +170,8 m NAP. De naam is afgeleid van het franciscaanse observantenklooster (Slavante), dat zich vroeger op de Sint-Pietersberg bevond, en verwijst tevens naar de mogelijkheid om vanaf de top de omgeving te observeren.
Stortheuvel 1 ligt op ongeveer een kilometer naar het noordwesten onder het ENCI-bos.
Onder d'n Observant ligt een grotendeels ingestorte kalksteengroeve, het Zuidelijk Gangenstelsel; door het gewicht van de opgeworpen grond hebben de steunpilaren het begeven. Ooit liep hier een ondergrondse smokkelroute van Nederland naar België.

## Geschiedenis
In de periode 1939 tot 1967 werd de heuvel opgeworpen. Bij de aanvang van de exploitatie van de ENCI-groeve door de cementproducent ENCI was het noodzakelijk eerst de metersdikke onbruikbare deklagen te verwijderen om de kalklagen te bereiken die voor de cementproductie geschikt waren. De grond van deze deklagen was gemiddeld 15 meter dik en vormt de huidige kunstmatige heuvel. Op de heuvel plantte men bomen en struiken om te voorkomen dat de grond van de heuvel werd uitgespoeld en zou gaan afschuiven.
In 1976 werd D'n Observant opengesteld voor het publiek en kreeg het een recreatieve bestemming. De heuvel kreeg toen ook de naam D'n Observant.
In 2010 werden D'n Observant en de Oehoevallei (in de ENCI-groeve) overgedragen aan de Vereniging Natuurmonumenten. Eveneens in 2010 werd op de top een stervormig patroon van schanskorven aangelegd, een verwijzing naar de vijfpuntige ster in het wapen van Maastricht. Vanaf de sterpunten heeft men een panoramisch uitzicht.

## Natuur
Op de hellingen van D'n Observant zijn verschillende soorten bomen en struiken aangeplant, waaronder de eik, es, beuk, haagbeuk, iep, wilde kers, meidoorn, sleedoorn, hazelaar en braamstruik.